# Гук (Румунія)
Гук (рум. Huc) — село у повіті Васлуй в Румунії. Входить до складу комуни Тодірешть.
Село розташоване на відстані 284 км на північ від Бухареста, 32 км на північний захід від Васлуя, 39 км на південь від Ясс.

## Населення
За даними перепису населення 2002 року у селі проживали 579 осіб, усі — румуни. Усі жителі села рідною мовою назвали румунську.